# جلادران
جلادران هي قرية في مقاطعة أصفهان، إيران. يقدر عدد سكانها بـ 383 نسمة بحسب إحصاء 2016.